# Ryūzō Ishino
Ryuzou Ishino (石野 竜三, Ishino Ryūzō) est un seiyū japonais né le 12 décembre 1962. Il a notamment donné sa voix au personnage de Wufei Chang dans Gundam Wing.

## Filmographie

### Anime
- .hack//Roots (TV) pour Smile (ep 23)
- Ahiru no Quack (TV)
- Ai to Yuuki no Pig Girl Tonde Burin (en) (TV) pour l'écolier
- All Purpose Cultural Cat Girl Nuku Nuku (en) (OAV) pour l'écolier A (phase I)
- Amatsuki (Susutake)
- Ashita he Free Kick (TV) pour announcer (ep 4); Carl Henderson;
- Megalo (ep 9)
- Dragon Knight (OAV) pour Lizard B
- Fuma no Kojirou: Fuma Hanran-hen (OAV) pour Fûma A
- Gintama (TV) pour Brother-in-law (Ep. 39)
- Golden Boy (OAV) pour Animator
- Gundam Wing Endless Waltz Special Edition (movie) pour Chang Wu-Fei
- GUNxSWORD (TV) pour Zapiero Muttaaca
- Hyper Police (en) (TV) pour Tommy Fujioka
- Kikou Sen'nyo Rouran (TV) pour Jimushi
- Kuma no Puutarou (TV) pour Narration
- Kyouryuu Boukenki Jura Tripper (TV) pour God
- Manmaru the Ninja Penguin (TV) pour Ratsubi (ep14)
- Megaman Maverick Hunter X: The Day of Sigma (OAV) pour Penguin
- Midnight Horror School (TV) pour Genie
- Mobile Suit Gundam Wing (TV) pour Chang Wufei
- Mobile Suit Gundam Wing: Endless Waltz (OAV) pour Chang Wu-Fei
- Mobile Suit Gundam Wing: Operation Meteor (OAV) pour Chang Wufei
- Mobile Suit Victory Gundam (TV) pour Gettle Deple
- Ningyo Hime Marina no Boken (TV) pour Chanshi
- Parappa the Rapper (TV) pour King of Neighbouring Country (Ep. 5)
- Ranma 1/2 (TV) pour Ukyo's Father / Mr. Kuonji
- Saban's Adventures of the Little Mermaid pour Chauncey
- Sengoku Basara pour Chousokabe Motochika
- Sengoku Basara Two pour Chousokabe Motochika
- Space Oz no Bouken (TV) pour Hunter; Radio Voice
- Tanoshii Moomin Ikka (TV)
- Tanoshii Moomin ikka: Moomin Tani no Suisei (movie) pour Skrat
- The Legend of Black Heaven (TV) pour Suzuki (Raphael)
- The Twelve Kingdoms (TV) pour Yuuzen
- Wedding Peach (TV) pour Shinichi Kaji
- Ys II (OAV) pour Townsperson B; Young Warrior
- Zoids/ZERO (TV) pour McNair
- Zoids: Fuzors (TV) pour Burton

### Tokusatsu
- Juken Sentai Gekiranger (Confrontation Beast Toad-Fist Eruka)
- Samurai Sentai Shinkenger (Ayakashi Hitomidama)
- Shuriken Sentai Ninninger (Youkai Kasha)
- Tensou Sentai Goseiger (Teckric Alien Mazuāta of Music)
- Kamen Rider Kiva (Rat Fangire)
- Zyuden Sentai Kyoryuger (Debo Peshango)

### Drama CD
- Abunai series 4: Abunai Campus Love
- Daisuki (Suzuki)

### Jeux
- Chousokabe Motochika dans Devil Kings
- Kurtz dans Tales of Graces
- Sasuke dans Ehrgeiz
- Chang Wufei dans Another Century's Episode 2 (en)

### Doublage
- Furball dans Tiny Toon Adventures
- Bendy dans Foster, la maison des amis imaginaires
- Abyo dans Pucca